# Воронівська волость
Воронівська волость — адміністративно-територіальна одиниця Єлизаветградського повіту Херсонської губернії.
Станом на 1886 рік — складалася з 16 поселень, 19 сільських громад. Населення — 1805 особи (962 особа чоловічої статі та 843 — жіночої), 547 дворових господарств.
|                     | Площа, десятин | У тому числі орної, десятин |
| ------------------- | -------------- | --------------------------- |
| Сільських громад    | 1599           | 1363                        |
| Приватної власності | 12021          | 7683                        |
| Казенної власності  | —              | —                           |
| Іншої власності     | 55             | 10                          |
| Загалом             | 13675          | 9056                        |

Найбільші поселення волості:
- Воронівка — село при річці Чорний Ташлик за 55 верст від повітового міста, 195 осіб, 40 дворів, православна церква, школа, лавка.
- Стоянівка — село при річках Донська та Ташлик, 82 особи, 15 двори, лавка.